# Árpád Miklós

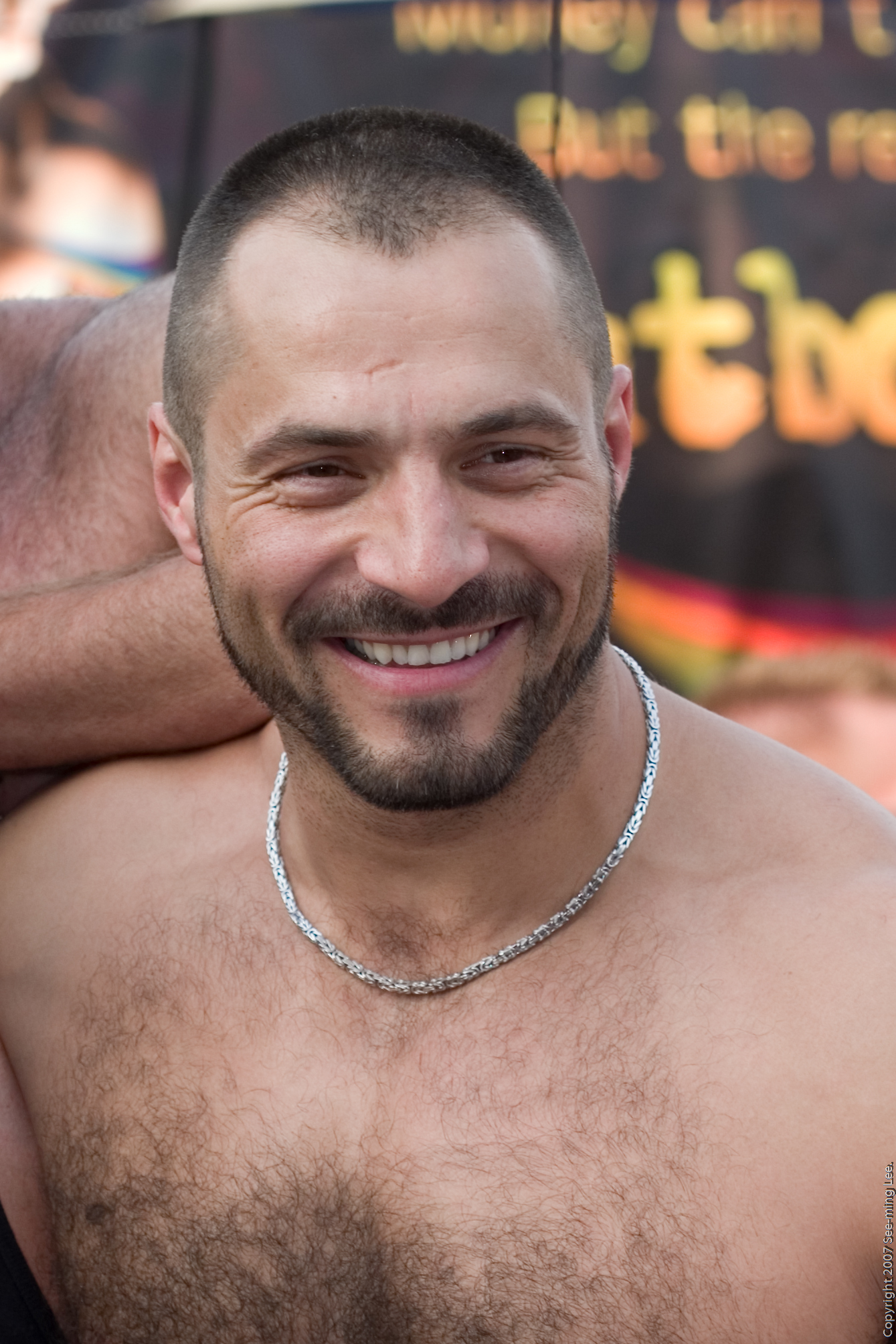
Árpád Miklós (2007)

Árpád Miklós, eigentlich Peter Kozma (* 11. September 1967 in Budapest; † 3. Februar 2013 in New York City), war ein ungarischer Pornodarsteller.

## Leben
Miklós arbeitete in Ungarn zunächst als Apotheker. 1994 lernte er in Budapest den Pornoregisseur Kristen Bjorn kennen. Bjorn gilt als Miklos’ Entdecker. Miklós wirkte für das Pornolabel Kristen Bjorn zunächst in einigen europäischen Produktionen mit, unter anderem in The Vampires of Budapest (1995), Comrades in Arms (1995) und Hungary for Men (1996).
Árpád Miklós ging dann in die Vereinigten Staaten. Dort spielte er unter anderem in Filmen der Pornolabels Falcon Entertainment, Titan und Lucas Entertainment mit. Er arbeitete mit Regisseuren wie John Rutherford, Jerry Douglas und Chi Chi LaRue zusammen. 2005 erhielt er den GayVN Award als bester Darsteller in der Kategorie „Best Solo Performance“ für seine Rolle in dem Film BuckleRoos Part 1 (2004). Seit 1995 wirkte er in insgesamt mehr als 60 Filmen mit.
Gelegentlich wirkte Miklós auch in heterosexuellen Pornofilmen mit, was ihm unter Homosexuellen die abwertende Bezeichnung „Straight for Pay“ einbrachte.
Neben seiner Karriere als Pornodarsteller war Miklós auch als Escort tätig. Er wurde 2007 bei den International Escort Awards als „Best Top Escort“ ausgezeichnet.
2010 wurde Miklós als Model für das Kultmagazin Butt für eine exklusive, limitierte Serie von Badetüchern engagiert.
2012 wirkte Miklós in einem Musikvideo des US-amerikanischen Musikers Perfume Genius für dessen Song Hood mit, das in den Vereinigten Staaten für Aufsehen sorgte. Das Video enthielt eine kurze, 16 Sekunden dauernde Szene, in der Perfume Genius und Miklos, beide mit nackten Oberkörper, sich umarmen und küssen. Das Video wurde von YouTube wegen der Darstellung sexueller Themen gesperrt.
Árpád Miklós beging im Februar 2013 Suizid. Er wurde am 3. Februar 2013 tot in seinem Apartment an der Lower East Side in New York City aufgefunden. Miklos litt an Depressionen.

## Filmografie (Auswahl)
- 1995: The Vampire of Budapest (Kristen Bjorn Video, Regie: Kristen Bjorn)
- 2002: Medic Men (auch Sex Hospital, Very Intensive Care) (High Octane, Regie: Herve Handsome)
- 2004: Fire Island Cruising 6 (Lucas Entertainment, Regie: Michael Lucas)
- 2006: Beefcake (Falcon Studios, Regie: Steven Scarborough)
- 2006: BuckleRoos Part I (Buckshot Productions: COLT Studio Group, Regie John Rutherford, Jerry Douglas)
- 2006: Humping Iron (Raging Stallion Studios, Regie: Michael Brandon)
- 2006: Jarheads 2 (All Worlds Video, Regie: Dirk Yates)
- 2006: Private Lowlife (Hot House Entertainment, Regie: Michael Clift)

## Auszeichnungen
- 2004: Adult Erotic Gay Video Awards (Grabbys): „Grabby Surprise Awards: Hottest Cum Shots“, BuckleRoos Part I, Buckshot Productions: COLT Studio Group, Regisseure: John Rutherford, Jerry Douglas
- 2005: GayVN Awards: „Best Solo Performance“, BuckleRoos Part I: Buckshot Productions, COLT Studio Group, Regisseure: John Rutherford, Jerry Douglas